# 金·坎贝尔
阿夫丽尔·菲德拉·道格拉斯·「金」·坎贝尔 PC CC OBC KC （1947年3月10日—），加拿大政治人物、外交官和律師，1993年6月25日至11月4日間擔任第19任加拿大总理，為該國首位和迄今唯一一位女性總理，北约国家中第一位女性国防部长，以及迄今唯一一位在卑詩省出生的總理，並是任期第三短的总理。她於同期擔任加拿大進步保守黨黨魁，在此之前曾在總理馬爾羅尼的内閣先後出任司法部長和國防部長等職務，晉身聯邦政壇前則曾以卑詩社會信用黨黨員身份出任卑詩省議會議員。

## 早年生活
坎贝尔生於不列颠哥伦比亚省艾伯尼港，年幼時和家人遷居温哥华，並曾於10歲時主持加拿大廣播公司電視的兒童節目。她12歲時父母離異，兩姊妹由父親撫養，少年時期開始稱呼自己為「金」（Kim）；該名稱有可能是來自演員金·露華。她在溫市威爾斯親王中學就讀，成為該校首位女性學生會主席。
她於1964年從中學畢業後到不列颠哥伦比亚大学攻讀政治学，1969年取得学士学位。1970年她負笈倫敦政治經濟學院，主力研究蘇聯政府，並曾於1972年到訪蘇聯三個月，但其後放棄追求該博士學位。她於1972年與内森·迪溫斯基（Nathan Divinsky）結婚並於翌年返回溫哥華，1975-81年間先後在卑詩大學政治学系和溫哥華社區學院擔任講師。
1980年她到卑詩大學法學院進修，1983年從該校取得法学学士学位，其後到溫哥華的拉德納唐斯律師事務所（Ladner Downs）實習，於1984年獲得不列颠哥伦比亚省執業律师資格，並繼續在拉德納唐斯工作至1985年。

## 初進政壇
坎貝爾開始在卑詩大學法學院進修的同時，丈夫迪溫斯基於1980年辭任温哥华教育局學務委員並改為競逐溫哥華市議員。她隨之代表無黨派協會參與教育局學務委員選舉以填補丈夫留下的空缺並告當選，為她政治生涯的起端。她於1983年出任教育局主席，翌年則改任副主席。
她擔任學務委員期間主張緊縮財政，吸引了當時卑詩省執政黨社會信用黨（簡稱社信黨）的注意，並獲其羅致於1983年卑詩省議會選舉中代表該黨出戰溫哥華中選區。她雖告落敗，但選後卻於1985年成為社信黨黨魁和時任卑詩省省長貝内特（Bill Bennett）的政策顧問。
貝内特於1986年辭去省長和社信黨黨魁職位後，坎貝爾決定參與黨魁選舉。她在競逐黨魁期間批評另一名候選人溫德心的風格大於實質，但政治魅力較豐厚的溫德心最終順利當選黨魁並繼任省長，而資歷尚淺的坎貝爾則只贏取14票，在12名候選人中敬陪末座。在同於1986年舉行的省選中，坎貝爾改到溫哥華灰角選區競選，最終成功贏取該議席晉身省議會。然而在溫德心執政下，坎貝爾並未獲器重，只能充當後座議員的角色。
加拿大最高法院於1988年裁定該國原有禁止墮胎的法案違憲後，在社會議題上持保守傾向的溫德心表明卑詩省政府不會透過全民保健計劃支付墮胎手續。坎貝爾就此公開批評溫德心的立場，為眾社信黨籍省議員中的第一人。 

## 晉身國會
在加拿大進步保守黨執政期間，加美兩國達成自由貿易協議，惹來時任加拿大自由黨黨魁特納等人猛烈批評。坎貝爾認為這些批評誤導公眾，因此已有意晉身聯邦政壇為自由貿易協議護航。另一方面，代表進步保守黨的溫哥華中選區國會下議院議員帕特·卡尼（Pat Carney）宣佈無意在1988年聯邦大選中尋求連任。該黨遂羅致坎貝爾參選，以期她能抗衡卑詩省内反對自由貿易協議的呼聲。坎貝爾先在無對手競爭的情況下贏取該黨的溫哥華中選區候選人提名，再於大選中順利贏取該議席晉身國會。她於1989年獲委任為原住民事務及加拿大北部發展國務部長，再於1990年調任司法部長兼檢察總長，為首位出任該職的女性。
坎貝爾就任司法部長前不久發生了蒙特婁工程學院槍擊案；她遂於1990年5月在國會引入C-80號議案，旨在加强國内槍械管制。該議案在二讀被否決，但她於1991年在國會引入從該議案修訂而成的C-17號議案，這次則獲國會通過。
最高法院於1988年就墮胎法案作出裁決後，時任司法部長劉易斯（Doug Lewis）於1989年秋季在國會引入C-43號議案，提出把墮胎刑事化，但若有醫生認為繼續懷胎會對母親的健康或性命構成威脅的話，則允許進行墮胎。當時已為内閣成員的坎貝爾因遵從政黨紀律而支持法案，而她調任司法部長後亦為該議案護航。議案於1990年5月在下議院三讀後以140票對131票的些微差距通過，但上議院於1991年1月就議案作表決時則得出43票對43票的平局，議案因此未獲通過。坎貝爾其後表明執政黨將不會在該屆國會的餘下會期重提任何墮胎議案，而加拿大聯邦政府其後亦未提出規管墮胎程序。
坎貝爾於1992年就修改强奸法與婦女組織會面，並同意在草案中加入那些組織要求的條款以保障受害人權益。
她於1993年1月調任國防部長和退伍軍人事務部長，再創女性出任該兩職位的先河，並為北約成員國中首位女性國防部長。坎貝爾任内捲入加拿大軍隊更替直升機的爭議：進步保守黨政府於1987年宣佈購入35部EH-101直升機以取代皇家加拿大海軍原有的CH-124海王直升機，再於1991年宣佈額外購入15部EH-101直升機以取代皇家加拿大空軍原有的CH-113拉布拉多直升機。在當時國内經濟不景以及冷戰結束後的新世界形態下，耗資巨額購買軍用直升機的舉動惹來外界批評；坎貝爾需在國會内辯護這項政策。此外，加拿大空降團（Canadian Airborne Regiment）團員在索馬里執行維和任務期間虐殺平民的醜聞亦在坎貝爾任内曝光。

## 黨魁及總理生涯
受到北美自由貿易協議、經濟衰退和失業率高企、開徵貨勞稅以及修憲失敗等因素拖累，進步保守黨的民望低迷，馬爾羅尼遂於1993年2月宣佈辭任總理和進步保守黨黨魁，同年6月生效。坎贝尔則於同年3月宣佈競選黨魁，並於同年6月13日舉行的黨魁選舉中在第二輪投票壓倒莊社理，成為該黨首位女性黨魁。她於同月25日宣誓成為加拿大首位女總理，同時兼任聯邦與省關係事務部長。為了展現黨員團結，坎貝爾任命莊社理為副總理和工業及科技部長。她同時精簡内閣架構，閣員從34人減至24人（連她本人在内則為25人）並廢除所有國務部長職位。
加拿大蓋洛普公司於1993年7月末至8月初進行的民意調查顯示，51%受訪者認同坎貝爾的表現，支持度為30年來眾總理之最。該公司另一項於同年9月進行的民調則顯示，37%受訪者認為坎貝爾是出任總理的最佳人選，高於自由黨黨魁讓·克雷蒂安的21%。隨著進步保守黨政府任期將近屆滿，坎貝爾於1993年9月8日請示總督納蒂欣解散國會，並定於同年10月25日舉行聯邦大選。
受惠於坎貝爾的個人支持度，進步保守黨在競選初期一度在民調貼近自由黨，但後來則掉頭回落。安格斯列特於1993年10月初進行的民調顯示，進步保守黨的支持度為22%，落後於自由黨的37%，兩黨之間的差距更較9月時擴大。早前困擾進步保守黨的因素尚未消除之餘，該黨在魁北克省和加拿大西部的票源分別流往魁人政團和加拿大改革黨。
為了挽回競選劣勢，進步保守黨決定播出一批負面電視廣告抨擊克雷蒂安。其中一個廣告以克雷蒂安長期癱瘓的左臉為焦點，被外界視為是對克雷蒂安進行人身攻擊。該廣告廣受批評，播放不足兩日後便被抽起，坎貝爾亦隨即向克雷蒂安致歉，又表示自己對該廣告的製作並不知情。蓋洛普和安格斯列特於選前三天發表的民調顯示，進步保守黨的支持度為16-18%，遠遠落後於自由黨的43-44%。
在連串因素影響下，進步保守黨在這次大選空前慘敗，執政地位敗予自由黨之餘議席數目更從選前的154席大幅減至僅2席，並在國會内失掉正式政黨地位。坎貝爾亦在自己的溫哥華中選區敗於自由黨候選人費凱迪，無緣重返國會。坎貝爾於1993年12月辭任進步保守黨黨魁，由莊社理接任。坎貝爾的總理任期最終只得132日，為加拿大史上第三短。

## 離開政界
坎貝爾卸任總理後，於1994年成為哈佛大學约翰·F·肯尼迪政府学院院士。她於1996年獲自由黨政府任命為加拿大駐洛杉磯總領事，到2000年任滿為止，後於2001年成為肯尼迪政府学院公共領導中心（Centre for Public Leadership）的創始院士之一，並在該院校任教三年。
她於1999年至2003年間擔任女性世界領袖協會主席；該組織是由曾經擔任總統或總理的女性組成。2003年至2005年間她則出任世界婦女論壇（International Women's Forum）主席。她是世界民主運動組織指導委員會主席，也是倫敦國王學院國際激進化及政治暴力研究中心的委員之一。
坎貝爾為馬德里俱樂部的創始成員之一；該組織是由卸任總統和總理組成，目的是加强世界民主和推廣民主價值。她曾先後擔任該組織的署理主席（2002年）、副主席（2003-04年）、秘書長（2004-06年）和理事（2007-11年）。
她於2014年成為亞伯達大學彼得·羅歇領導學院（Peter Lougheed Leadership College）的創始院長。

## 個人生活
坎貝爾於1967年在卑詩大學修讀期間結識了該校數學系教授内森·迪溫斯基（Nathan Divinsky），兩人於1972年結婚。迪溫斯基從1974年起擔任溫哥華教育局學務委員，1980年離任並改為競逐溫哥華市議員，當選後出任市議員至1982年為止。兩人於1983年離婚。
她於1986年與律師霍華德·艾迪（Howard Eddy）結婚，1993年離婚。她於1996年末到洛杉磯出任加拿大總領事後不久結識了來自蒙特婁的演員、劇作家和鋼琴演奏家賀西·菲爾德（Hershey Felder）；兩人為民事結合關係。

## 榮譽

坎貝爾的紋章

### 殊勳
| 綬帶 | 勳章                           | 注釋 |
|      | 加拿大同伴勳章（C.C.）         | - 2008年4月10日頒發 - 2010年9月3日敘任                                                                        |
|      | 卑詩省勳章（O.B.C.）           | - 2012年頒發                                                                                                  |
|      | 加拿大聯邦成立125週年紀念勳章  | - 1992年頒發 - 坎貝爾當時為加拿大樞密院成員和加拿大眾議院議員，在加拿大排名名單之列，遂獲發此勳章。           |
|      | 伊利沙伯二世金禧獎章（加拿大） | - 2002年頒發 - 坎貝爾為前任總理和加拿大樞密院成員，在加拿大排名名單之列，遂獲發此勳章。                       |
|      | 伊利沙伯二世鑽禧獎章（加拿大） | - 2012年頒發 - 坎貝爾為前任總理、加拿大同伴勳章授勳者和加拿大樞密院成員，在加拿大排名名單之列，遂獲發此勳章。 |

### 名譽學位
| 地區         | 日期           | 院校             | 學位                |
| ------------ | -------------- | ---------------- | ------------------- |
| 安大略省     | 1992年         | 上加拿大法學會   | 法學博士（LL.D）    |
| 安大略省     | 1998年6月13日  | 布羅克大學       | 法學博士（LL.D）    |
| 马萨诸塞州   | 1999年6月19日  | 東北大學         | 公共服務博士（DPS） |
|              | 2000年11月23日 | 卑詩大學         | 法學博士（LL.D）    |
| 马萨诸塞州   | 2004年         | 曼荷蓮學院       | 法學博士（LL.D）    |
| 宾夕法尼亚州 | 2005年         | 徹含慕學院       | 法學博士（LL.D）    |
| 亚利桑那州   | 2005年12月15日 | 亞利桑那州立大學 | 人文學博士（DHL）   |
|              | 2010年         | 亞伯達大學       | 法學博士（LL.D）    |
| 安大略省     | 2011年         | 特倫特大學       | 法學博士（LL.D）    |
|              | 2014年6月11日  | 西門菲莎大學     | 法學博士（LL.D）    |
| 新斯科舍省   | 2018年5月13日  | 阿卡迪亞大學     | 民法博士（DCL）     |

## 著作
- Campbell, Kim. . Doubleday Canada. 1996. ISBN 0385255276.

## 外部連結
- （英文）加拿大國會網站 金·坎貝爾議員簡介 （页面存档备份，存于）

| 前任： 布赖恩·马尔罗尼 | 加拿大总理 1993年 | 繼任： 让·克雷蒂安 |